# Tomasz Gawałkiewicz
Tomasz Gawałkiewicz (ur. 7 sierpnia 1944 w Warszawie) – polski fotograf, fotoreporter, dziennikarz. Fotoreporter Centralnej Agencji Fotograficznej w Warszawie. Członek Stowarzyszenia Dziennikarzy Polskich. Członek Lubuskiego Towarzystwa Fotograficznego. Wykładowca Lubuskiej Szkoły Fotografii.

## Życiorys
Tomasz Gawałkiewicz jest absolwentem warszawskiego liceum ogólnokształcącego (egzamin maturalny w 1967). Był fotografem-laborantem w warszawskich Państwowych Zakładach Teletransmisyjnych Telkom-PZT. Fotografuje od połowy lat 60. XX wieku. Zawodowo z fotografią prasową związany od 1968 roku – wówczas po przeprowadzce do Zielonej Góry – został korespondentem Centralnej Agencji Fotograficznej w Warszawie. Był dokumentalistą najważniejszych uroczystości państwowych, wydarzeń sportowych, kulturalnych, religijnych w regionie. Od 1982 był fotoreporterem współpracującym – od 1992 etatowym fotoreporterem ówczesnej Gazety Zielonogórskiej, obecnie Gazety Lubuskiej. W 2008 przeszedł na emeryturę.
Został odznaczony Srebrnym Krzyżem Zasługi, uhonorowany Lubuską Nagrodą Kulturalną II stopnia oraz Nagrodą Kulturalną Miasta Zielona Góra.
Jest autorem, współautorem wielu wystaw fotograficznych – indywidualnych, zbiorowych oraz pokonkursowych. Wielokrotnie nagradzany na niwie fotografii prasowej – m.in. w 1968 został wyróżniony nagrodą specjalną miesięcznika Fotografia w XI Ogólnopolskim Konkursie Fotografii Prasowej, w 1969 wyróżniony nagrodą specjalną tygodnika Perspektywy w XII Ogólnopolskim Konkursie Fotografii Prasowej, w 1977 wyróżniony srebrnym medalem w Interpress Photo w Moskwie, w 1977 wyróżniony II nagrodą w konkursie Świeckie Formy Obrzędowe, w latach 1978–1983 wielokrotnie nagradzany w dorocznym konkursie Lubuskiego Towarzystwa Fotograficznego. W 2005 nominowany przez dwumiesięcznik Press do finału konkursu Grand Press Photo. W 2009 został laureatem III nagrody w konkursie Grand Press Photo, w kategorii Sport.

## Odznaczenia
- Srebrny Krzyż Zasługi[1]
- Odznaka honorowa „Za Zasługi dla Województwa Lubuskiego”[4]

## Wystawy indywidualne (wybór)
- Fotografia prasowa – Biuro Wystaw Artystycznych (Zielona Góra 1976)[3]
- Fotografia prasowa – Klub MPiK (Zielona Góra 1988)[3]
- Fotografia prasowa – Biuro Wystaw Artystycznych (Zielona Góra 1995)[3]
- Tomasz Gawałkiewicz – 50 lat z aparatem – Muzeum Ziemi Lubuskiej (Zielona Góra 2015)[1][7]
- 50 lat pracy dziennikarskiej – Lubuskie Lato Filmowe – Muzeum Ziemi Lubuskiej (Zielona Góra 2018)[4][8][9]
- Tomasz Gawałkiewicz – 50 lat z aparatem – Muzeum Ziemi Lubuskiej (Zielona Góra 2018)[10]